# كيك (فلم 2014)
المتعة (بالإنجليزية: Kick) هو فيلم تم إنتاجه في الهند وصدر يوم 25 يوليو 2014. الفيلم من إخراج ساجد ناديادوالا.

## القصة
يطرح الفيلم قصة الشاب «ديفيل»، الذي لم يتوقف عن التصرف بغرابة منذ الطفولة وإلى أن يصبح شاباً، وهو يعشق المرح والمتعة والإثارة والتشويق الدائم في الحياة.
يلتقي الشاب عن طريق الصدفة بالطبيبة النفسية «شاينا»، التي تنفر من تصرفاته وأعماله، لكنها لن تتأخر حتى تقع في غرامه. ومع مرور الوقت، تدرك «شاينا» أن الشاب يسعى وراء المغامرات باستمرار ولا يأبه لحبها ولا لرومانسيتها.
وعلى متن أحد القطارات، تلتقي «شاينا» بضابط الشرطة «هيمانشو»، الذي تخطط عائلتها لأن يكون زوجها المستقبلي. يتبادلان معاً أطراف الحديث، فتخبره عن قصتها مع هذا الشاب، ويخبرها الضابط عن حكايته مع مطاردة المجرمين والسارقين، وعجزه عن اعتقال أحد اللصوص الأذكياء، واتخاذه القرار بأن يكون العثور على هذا اللص هدفه الأول والأهم في المرحلة المقبلة.
ويكتشف «هيمانشو» و«شاينا» أنهما يتحدثان عن الشخص نفسه. وهنا سيبدأ فصل جديد من المغامرات ويخوض «هيمانشو» حرب عصابات في الشوارع سعياً وراء المجرمين والمطلوبين ولاسيما اللص الظريف «ديفيل». ومن ثم ديفيل يعد خطة لسرقة في بولندا من ابن رئيس وزراء المال من ثم يذهب هيمانشو لمطاردته من ثم ينجو الشيطان من الشرطة وبعد ذلك يعود إلى هند ويرى أطفال معاقون محتاجون إلى مال من اجل تعافي من مرضهم وتبدأ اثارته من اجل أطفال ذوي احتياجات خاصة ويسرق لهم 500 مليار كرور ويسعد أطفال بذلك بعد ذلك يطرد هيمانشو من وظيفته

## طاقم التمثيل
- سلمان خان
- جاكلين فيرنانديز
- رانديب هودا
- نواز الدين صديقي
- ميثون تشاكرابورتي
- أركانا بوران سينغ
- سومونا جاكرافاتي